# Macrocera fascipennis
Macrocera fascipennis är en tvåvingeart som beskrevs av Rasmus Carl Staeger 1840. Macrocera fascipennis ingår i släktet Macrocera och familjen platthornsmyggor. Inga underarter finns listade i Catalogue of Life.